# Alexander Ludwig Brockmann

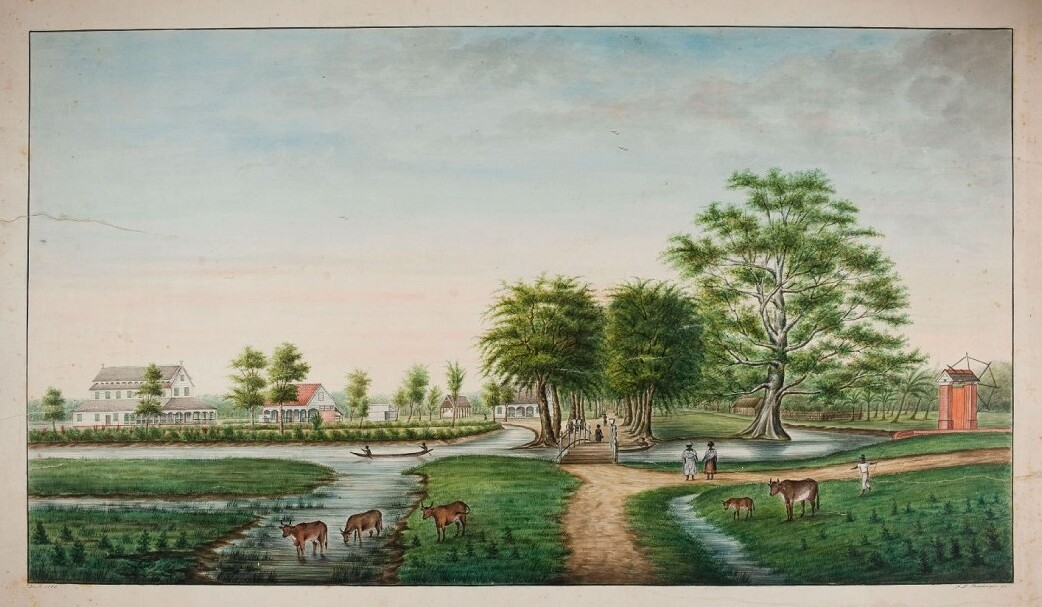
Plantage Nieuw Clarenbeek am Cottica von A.L. Brockmann 1860

Alexander Ludwig Brockmann (* 8. März 1803 in Hamburg; † 23. Mai 1866 in Paramaribo) war ein deutscher Porträt- und Landschaftsmaler – der u. a. auch als Anstreicher und Dekorateur in Suriname tätig war.

## Leben
Brockmann hatte sich Mitte 1828 in Paramaribo, Suriname niedergelassen. Bei Delpher sehen wir in einer Anzeige der Surinaamsche courant, dass er ab 1831 auch Unterricht im Zeichnen gab.

### Rijksmuseum Amsterdam
Auch in der Sammlung des Rijksmuseum Amsterdam befinden sich Werke von A.L. Brockmann.

### Privat
Am 16. März 1831 heiratete der 28-jährige Alexander Ludwig Brockmann aus Hamburg die 16-jährige Surinamerin Briget (auch: Bridget) Schwaan, mit Zustimmung ihrer Mutter in Paramaribo.
Aus der Ehe sind zwischen 1832 und 1848 sechs in Suriname geborene Kinder bekannt.
Im Mai 1866 teilte der Schwiegersohn von Brockmann, Theodor Willem Johan Hiemcke dem Standesbeamten in Paramaribo mit, dass sein Schwiegervater, Witwer von Briget Schwaan am 23. Mai 1866 morgens um halb acht in dem Haus an der Steenbakkersgracht L.C.N. 199 verstorben ist. Außerdem wird hier noch vermeldet, dass sein letzter Wohnort, vor seiner Ankunft in der Kolonie Suriname, Hamburg war.
Sein Nachname wird in den niederländischen Medien auch als Broekman, Brockman- und sein zweiter Vorname als Ludwich verniederländischt.